# Satala
Satala (em arménio antigo: Սատաղ; romaniz.: Satał) foi uma cidade  que, segundo os antigos geógrafos, se situava num vale rodeado de montanhas, a pouca distância a norte do rio Eufrates, onde a estrada de Trapezos e Samósata cruzava a fronteira do Império Romano. Mais tarde foi ligada com Nicópolis por duas estradas.
Atualmente situado na Turquia, o local deve ter sido ocupado na época da anexação da Arménia Menor pelo imperador romano Vespasiano (r. 69–79), senão antes. Trajano visitou-a em 115, durante a guerra com os Partos, e ali foi homenageado pelos príncipes do Cáucaso e do Euxino. Foi Trajano quem ali estabeleceu a XV Legião Apolinária e iniciou a construção de um grande acampamento permanente (castrum stativa), que existiria até ao século V. A cidade deve ter crescido em volta deste acampamento e no tempo de Ptolemeu (90–168) já era importante.
Em 252 ou 256 foi destruída pelos Persas Sassânidas, sendo depois reocupada e reconstruída pela XV Legião. Cerca de 298, Galério derrotou os Persas na zona. Em 530, os Sassânidas foram derrotados sob as suas muralhas. Justiniano construiu fortificações mais poderosas, o que não impediu que Satala fosse conquistada e definitivamente destruída pelos Persas em 607 ou 608.
Atualmente, no local da antiga cidade encontra-se Sadak ou Sukme, uma pequena aldeia com 500 habitantes, no distrito de Kelkit da  província de Gümüşhane. Nas ruínas do acampamento abundam os fragmentos de tijolo com o selo da legião. Também há ruínas de um aqueduto, um anfiteatro e da cidadela de Justiniano. Foram descobertas algumas inscrições em latim e em grego, estas últimas cristãs.
Os cristãos eram numerosos na cidade, no tempo de Diocleciano (r. 284–305). Na sua obra Oriens Christianus, Michel Le Quien (1661–1733) menciona sete bispos de Satala:
- Evécio, presente no Primeiro Concílio de Niceia, em 325
- Elfrídio, 360
- Poemênio, c. 378
- Anatólio, 451
- Epifânio, 458
- Gregório, 692
- Filipe, 879

A sé é mencionado no Notitiae episcopatuum até ao século XIII e conhece-se o nome do bispo em 1256: Cosmas.